# Větrná smršť
Větrná smršť (případně jen smršť) je lidové označení pro prudké zesílení větru, které má za následek hmotné škody
nebo vytváří jevy podobné tornádu či jiným projevům vichřice nebo orkánu.

## Meteorologická klasifikace
V meteorologii toto označení není obvykle používáno – podle Beaufortovy stupnice však škody může způsobit tzv. čerstvý vichr (62–74 km/h, láme větve), silný vichr (75–88 km/h, působí drobné škody na stavbách), plný vichr (89–102 km/h, poškozuje domy, vyvrací stromy), vichřice (103–117 km/h, působí rozsáhlé zpustošení), orkán (118–133 km/h, pohybuje těžkými hmotami). Pro rozdělení tornád podle ničivé síly je používána Fujitova stupnice, ke klasifikaci ničivé síly tropických cyklón slouží Saffirova–Simpsonova stupnice hurikánů.

## Větrné smrště v českých zemích
Větrné katastrofy, které pro absenci přesnějších údajů o rychlosti větru nebylo možné klasifikovat pomocí uvedených stupnic, bývají označovány jako smrště.
- 28. prosinec 1612 – Třebíčsko, poškozena Městská věž
- 24. leden 1907 – na trati Frýdlant v Čechách – Heřmanice smeten vlak z kolejiště
- 4. červenec 1925 – postižena část střední Evropy, v rámci Československa nejvíce Královéhradecký a Pardubický kraj
- 7.–8. duben 1941 – smršť na Orlickoústecku, rozsáhlé škody
- 1966 – zničení Studánek na Domažlicku

## Minitornádo
Větrná smršť může vyvolat slabé tornádo, resp. vzdušný vír tornádo připomínající - tzv. twister - na vodě „vodní smršť“ - na souši „rarášek“ neboli „čertík“ neboli - anglicky - dust devil neboli - německy - Staubteufel. I minitornádo může působit škody - většinou menšího rozsahu - např. shozením tašek se střechy.
„Kármánovy víry“ (podle americko-maďarského fyzika Theodore von Kármána) vznikající působením větrné smrště v horách a na skalách určitého tvaru a rozložení mají za následek vznik kombinace vzdušných „minitornád“, nepříjemného zvuku, vibrací země a infrazvukových vln. Infrazvuková vlna se projevuje na lidské psychice spektrem účinků od mírného nepohodlí až po nevolnost a dezorientaci.